# Pseudoschizognathus variicollis
Pseudoschizognathus variicollis är en skalbaggsart som beskrevs av Ohaus 1904. Pseudoschizognathus variicollis ingår i släktet Pseudoschizognathus och familjen Rutelidae. Inga underarter finns listade i Catalogue of Life.